# (2916) Voronveliya
(2916) Voronveliya (1978 PW2; 1940 AF; 1967 EK; 1977 FC; 1978 RW2; 1979 YE8; 1980 BE4) ist ein ungefähr fünf Kilometer großer Asteroid des inneren Hauptgürtels, der am 8. August 1978 vom russischen (damals: Sowjetunion) Astronomen Nikolai Stepanowitsch Tschernych am Krim-Observatorium (Zweigstelle Nautschnyj) auf der Halbinsel Krim (IAU-Code 095) entdeckt wurde.

## Benennung
(2916) Voronveliya wurde nach dem russisch-sowjetischen Astronomen und Astrophysiker Boris Alexandrowitsch Woronzow-Weljaminow (1904–1994) benannt, der jahrelang am Sternberg-Institut für Astronomie arbeitete. Seine wissenschaftlichen Arbeiten deckten viele Themen ab, darunter Kometen, Veränderliche Sterne, Galaxien, Nebel und die Geschichte der Astronomie. Er war als Autor von Lehrbüchern und anderen Büchern über Astronomie bekannt.